# Biesak
 Biesak  (381 m n.p.m.) – zalesiony szczyt w Paśmie Posłowickim Gór Świętokrzyskich, położony na terenie Kielc.
Przez wzniesienie przebiega niebieski szlak z Chęcin do Łagowa.